# Saint-Aupre
Saint-Aupre è un comune francese di 1 091 abitanti situato nel dipartimento dell'Isère della regione dell'Alvernia-Rodano-Alpi.
Prende il nome dall'eremita sant'Apro.

## Società

### Evoluzione demografica
Abitanti censiti